# Cupido duplex
Cupido duplex är en fjärilsart som beskrevs av Alphéraky 1887. Cupido duplex ingår i släktet Cupido och familjen juvelvingar. Inga underarter finns listade i Catalogue of Life.